# Манда Скот
Манда Скот (енгл. Manda Scott, Глазгов, Шкотска, 1962)  је бивша шкотска ветеринарка која је данас писац романа, блогерка, колумниста и повремени емитер. Рођена и школована у Глазгову, Шкотска, школовала се на Факултету ветеринарске медицине Универзитета у Глазгову, а сада живи и ради у Шропширу.

## Писање
У почетку је стекла име као писац кримића. Њен први роман, Hen's Teeth (Кокошији зуби) ушао је у ужи избор за Женску награду за белетристику 1997. године. Њено четврто, No Good Deed, номиновано је за награду Едгар 2003.
Њене наредне романе, Night Mares (Ноћне кобиле), Stronger than Death (Јаче од смрти) и No Good Deed (Без доброг дела), за које ју је The Times прогласио 'једном од најважнијих британских писаца криминала', објавио је Headline, а сада их, заједно са другим њеним књигама, издаје Transworld Publishers, отисак Random House-а.
Поред својих оригиналних савремених трилера, написала је два сета од четири историјска трилера. „Серија Будика“ били су њени први историјски романи, од којих је први био Boudica: Dreaming the Eagle (Боудика: Сањајући орла). Укорењени у предримском свету древне Британије – и Британији која је постала – романи нам „враћају нашу сопствену историју“, истражујући светове друида (који се у књизи називају сањари и приказани као шамани), ратника и римска окупација која је, у Скотовим очима, уништила некада велику цивилизацију. Књиге су усредсређене на два главна лика: девојчицу Бреаку, која израста у жену која носи титулу 'Будика' (што значи 'Она која доноси победу') и њеног брата Бана, који је, за већину четири књиге, је њен непријатељ.
Скотов Серијал Рим (написан под неродним именом МЦ Скот), и почевши од The Emperor's Spy (Царски шпијун), су шпијунски трилери, смештени у исти измишљени универзум са неким од преживелих ликова из серије Будика. Први роман у серији прати живот Себастоса Пантере, шпијуна чије име значи 'Леопард' док долази са хладноће, из мисије у Британији да шпијунира цара Нерона у време Великог пожара у Риму. У наредним књигама, Пантера се суочава са својим непријатељем, Саулосом (званим Павле из Тарса ) у The Coming of the King (Долазак краља), зарони дубоко у губитак орла легије у The Eagle of the Twelfth (Орао из Дванаестог), (Дванаеста легија је, очигледно, заправо изгубила њихов орао, док поданици из Eagle of the Ninth (Орао Девете) Розмари Сатклиф, нису) и враћа се у Рим за Годину четири цара у The Art of War (Умеће ратовања).
Између две велике историјске серије, написала је The Crystal Skull (Кристална лобања), роман са двојном временском линијом који је ушао око митске лобање Маја, са историјским концем смештеним у доба Тјудора и савременим трилером смештеним у савремени Кембриџ.
Своје романе о двојној временској линији започела је брзим, 'брзим и енергичним'  трилером, Into the Fire, који истражује истину иза мита о Жани д'Арк – Јованки Орлеанки,  и утицај који би та открића могла имати на данашње време (2014) Француска.
A Treachery of Spies (Издајство шпијуна), добитник Мекилванијеве награде за 2019, је још једна двострука временска линија, која истражује утицаје акција Макија, СОЕ, Џедбурга, а посебно ЦИА у настајању на садашњост. У мају 2020. је објављено да су ветерани Хари Потера продуцент Дејвид Барон и Enriched Media Group обезбедили сва ТВ, филмска и споредна права на A Treachery of Spies (Издајство шпијуна) и да је планирана ТВ адаптација.
Године 2010. основала је Удружење историјских писаца  чији је председник била до 2015. године.

## Остале активности
Писала је редовне колумне за The Herald (бивши The Glasgow Herald), критике  и колумне  за The Independent, повремене колумне за The Guardian, The Daily Telegraph, The Times и Huffington Post, и повремено се појављивала на BBC Radio 4.

### СеријалКелен Стјуарт
- Hen's Teeth (Кокошији зуби) (1997).
- Night Mares (Ноћне кобиле) (1998).
- Stronger Than Death (Јачи од смрти) (1999).

### СеријалБудика
- Dreaming the Eagle (Сањајући орла) (2003).
- Dreaming the Bull (Сањајући бика) (2004).[16]
- Dreaming the Hound (Сањајући пса) (2005).
- Dreaming the Serpent Spear (Сањајући змијско копље) (2006) [19]

### СеријалРим
- The Emperor's Spy (Царев шпијун) (2010).
- The Coming Of The King (Долазак краља) (јун 2011) [20]
- The Eagle Of The Twelfth (мај 2012).
- The Art of War (Уметност ратовања) (март 2013).

### СеријалИнес Пико
- Into The Fire (У ватру) (2015).
- A Treachery of Spies (Издајство шпијуна) (2018).

### Самостални романи
- No Good Deed (Без доброг дела) (2001).
- Absolution (2005).
- The Crystal Skull (Кристална лобања) (2007).
- A Treachery of Spies (2018).
- The Last Roman in Britan (2011).
- Raven Feeder (2011).

### Документарна литература
- Everything You Need to Know about the Apocalypse (Све што треба да знате о апокалипси), 2012.

### Наступ у антологијама
- 99%: In Fresh Blood 3: edited by Mike Ripley & Maxim Jakubowski (1999).
- New English Library Book of Internet Stories (Нова енглеска библиотечка књига интернет прича) (2000).
- Scottish Girls About Town: And Sixteen Other Scottish Women Authors (Шкотске девојке из града: и шеснаест других шкотских ауторки) (2003)
- Little Black Dress: An Anthology of Short Stories edited by Susie Maguire (Мала црна хаљина: Антологија кратких прича коју је уредила Сузи Мегвајер).